# 瓦努瓦斯峰

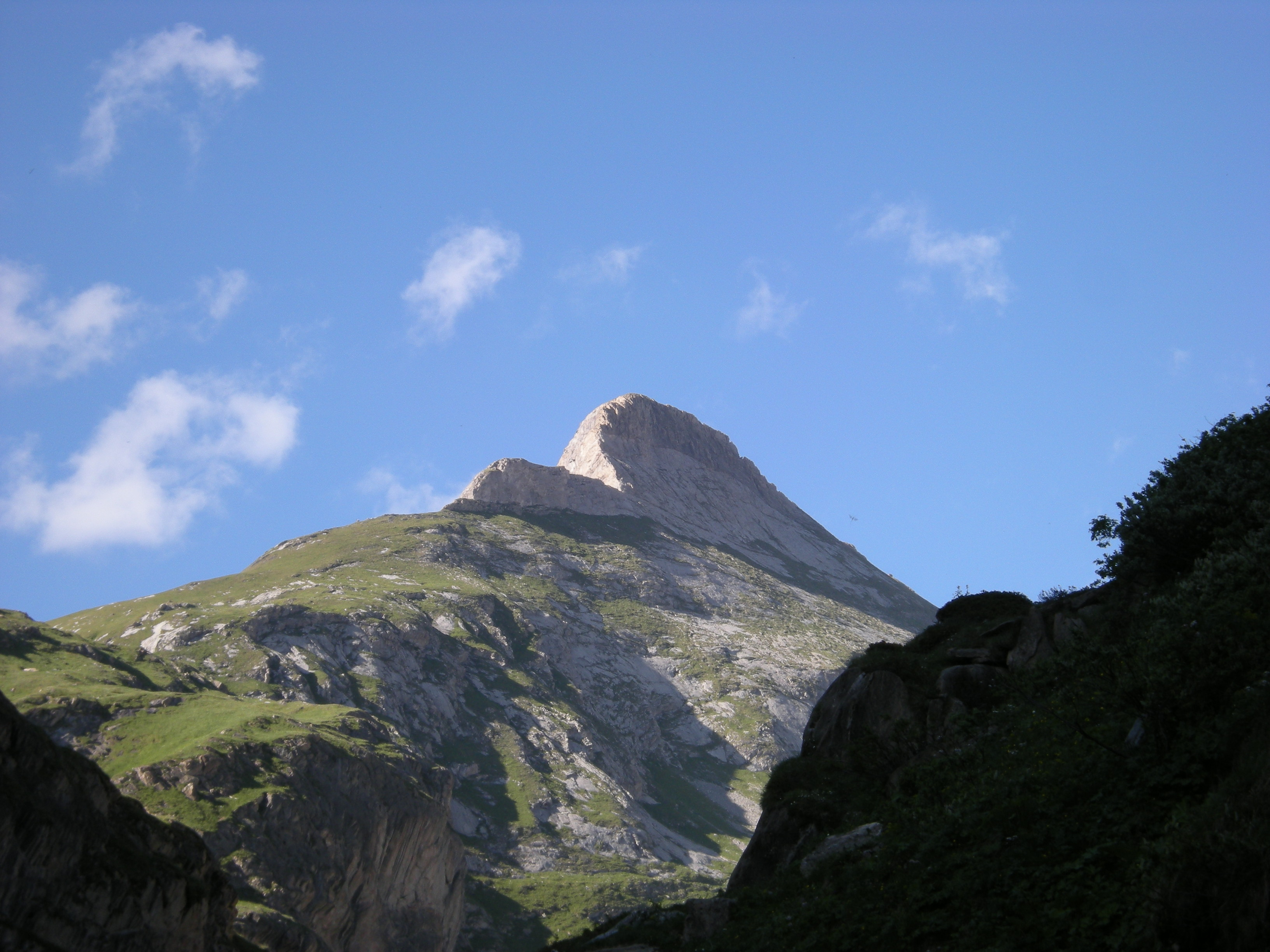

45°23′41″N 06°46′45″E / 45.39472°N 6.77917°E
瓦努瓦斯峰（法語：Aiguille de la Vanoise），是法國的山峰，位於該國東北部奧文尼-隆-阿爾卑斯大區，由薩瓦省負責管轄，屬於瓦努瓦斯山的一部分，海拔高度2,796米，人類在1911月9月12日首次登頂。